# Abaújvár
Abaújvár (hongrois : Abaújvár [ˈɒbɒuːjvaːr]) est une localité hongroise située dans le comitat de Borsod-Abaúj-Zemplén.

## Site et localisation

### Topographie et hydrographie
Abaújvár est située à proximité de la frontière slovaque, sur les collines douces de la rive gauche du Hernád, s'élevant jusqu'à 240 mètres d'altitude. La localité se trouve à 72 kilomètres au nord-est du chef-lieu du comitat, Miskolc.
Le village est traversé par le ruisseau Hasdát, qui prend sa source dans les monts Zemplén, près de Pányok, et s'écoule vers l'ouest. Son débit est irrégulier et, en raison du substrat volcanique tendre, il a creusé des falaises de 15 à 20 mètres de hauteur. Au printemps 2010, de fortes pluies ont provoqué des glissements de terrain, causant des dommages à plusieurs bâtiments résidentiels et agricoles, dont un a dû être démoli. La zone la plus touchée, située à proximité du Hasdát, a été sécurisée en 2013.

## Histoire
Abaújvár fut le premier centre administratif et la localité éponyme du comitat d'Abaúj, qui doit son nom au clan Aba, notamment à Samuel Aba, beau-frère du roi Étienne Ier de Hongrie. Selon la tradition rapportée par les chroniques du XIVe siècle et confirmée par les fouilles archéologiques, c'est ce dernier qui aurait fait construire le château d'Újvár (« château neuf ») afin de le distinguer de l'Óvár (« château ancien »), situé non loin de là, près d'Abaújszina (aujourd'hui Seňa en Slovaquie).
La première mention écrite de la forteresse remonte à 1046, sous le nom de Novum Castrum. Elle fut le siège du comitat d'Abaújvár, qui englobait à l'origine les territoires des futurs comitats de Heves, Abaúj et Sáros. Au Moyen Âge, un important axe commercial reliant la Hongrie à la Pologne passait à proximité du village.
En 1106, la forteresse fut brièvement occupée par le prince Álmos, qui se rendit finalement à son frère, le roi Coloman le Bibliophile. Durant l'invasion mongole de 1241-1242, Újvár était l'une des plus puissantes fortifications du nord-est de la Hongrie et résista aux assauts des Mongols.

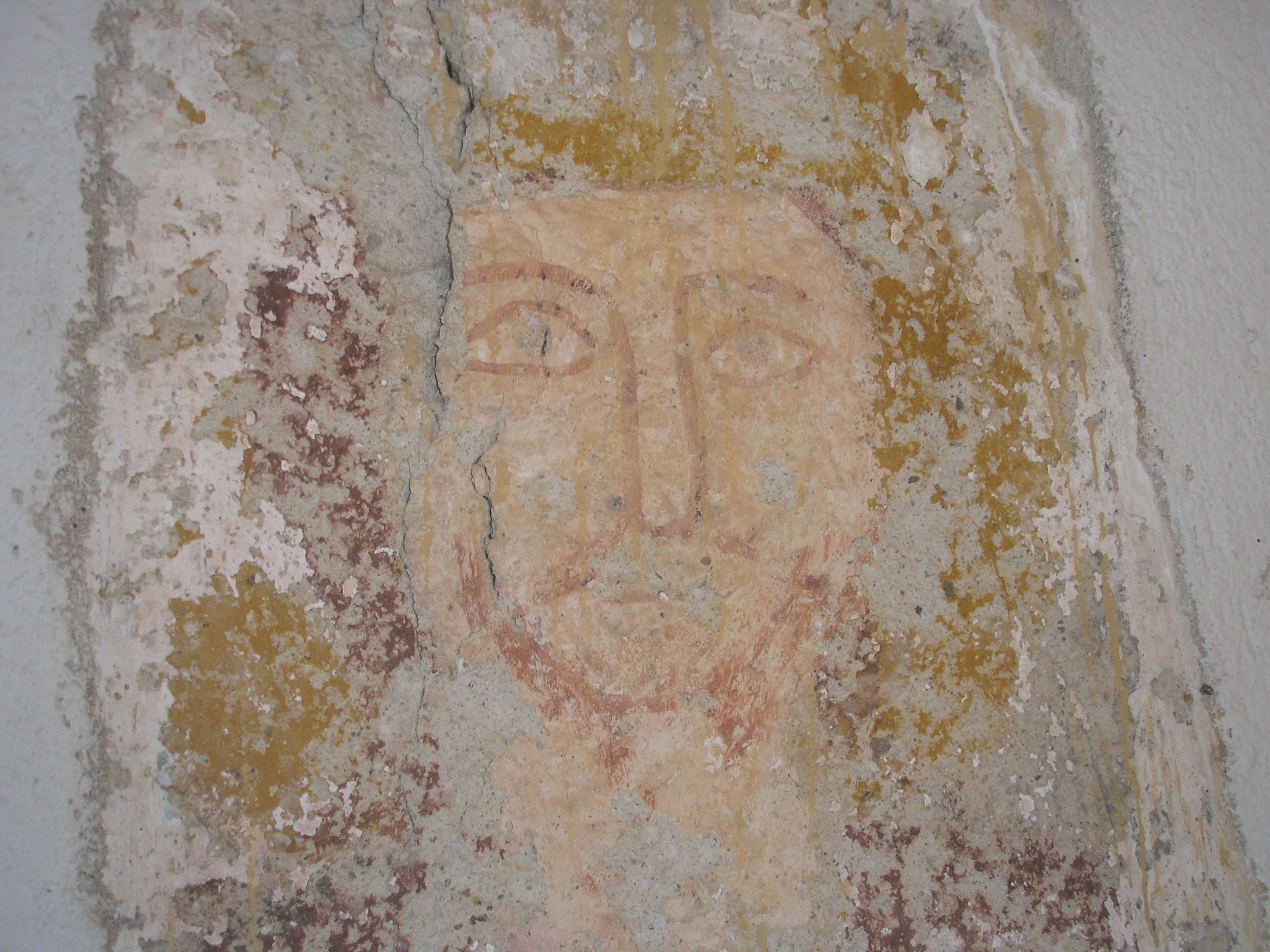
Détail de la fresque à côté de la chaire

À la suite de la bataille de Rozgony en 1312, le roi Charles Robert de Hongrie confisqua les vastes domaines de la famille d'Amadé Aba et confia le contrôle de la région à Fülöp Drugeth, un noble d'origine italienne. Abaújvár devint alors une possession royale avant d'être intégrée, au XIVe siècle, aux terres de la famille Drugeth. En 1350-1351, la veuve de Fülöp Drugeth céda la localité à sa fille Klára (ou Margit, selon les documents) et à son époux, Ákos Eördögh, fils du ban de Slavonie.
En 1394, Abaújvár changea à nouveau de propriétaire à la suite d'un échange de terres orchestré par le roi, qui l'attribua à Péter Perényi en récompense de sa loyauté. La localité perdit son statut de siège du comitat à la fin du XIVe siècle.
En 1557, le nom de la localité apparaît pour la première fois sous sa forme actuelle, avec l'ajout du préfixe Aba.
Époque ottomane et déclin
Après la chute d'Eger en 1552, la partie sud du comitat passa sous contrôle ottoman, tandis que la région de Kassa (actuelle Košice) abritait des garnisons impériales. Cette situation fit de la vallée du Hernád une zone de conflits. En 1602, un document rapporte que la région fut pillée par les troupes ottomanes pendant deux semaines, ruinant la population locale, contrainte de demander une exemption fiscale.
Les catastrophes naturelles aggravèrent la situation des habitants : en 1611, un séisme frappa Újvár, et en 1659, la vallée du Hernád subit de graves inondations, forçant l'administration du comitat à solliciter l'aide des régions voisines de Szepes et Sáros.
Au fil des siècles, plusieurs familles se partagèrent la localité, dont les Perényi, les Csáky, les Orlay, les Melczer, ainsi qu'István Fekete, mentionné comme propriétaire dans un recensement de 1686.
Au XVIIIe siècle, Abaújvár est décrite comme une localité de taille modeste, sous la seigneurie du comte Csáky. La population est majoritairement catholique et réformée. En 1834, un nouveau tremblement de terre affecte la région.
Lors de la révolution hongroise de 1848-1849, les combats s'étendirent jusqu'à la région. Bien que la bataille principale eut lieu à Kassa, des affrontements eurent lieu près des ponts du Hernád, notamment à Gönc et Hidasnémeti.
Le XIXe siècle marque l'essor des infrastructures : en 1860, la ligne de chemin de fer Miskolc-Kassa est inaugurée et Abaújvár obtient un arrêt partagé avec Kenyhec en 1881. La localité est intégrée au réseau postal en 1877, puis ouvre son propre bureau en 1896.
À la suite du Traité de Trianon en 1920, Abaújvár devient une localité frontalière et perd une grande partie de ses terres agricoles ainsi que son marché majeur à Kassa et sa gare ferroviaire. Lors de la réoccupation de la Haute-Hongrie en 1919, des combats opposèrent les troupes hongroises aux Tchèques dans les environs du village. Un monument commémoratif dédié aux soldats hongrois tombés durant ces affrontements fut érigé en 1957 dans le cimetière protestant.
En 2015, un nouveau pont sur le Hernád fut inauguré pour relier directement Abaújvár et Kenyhec, réduisant la distance entre les deux localités de 22 km à 4,5 km. Ce projet, financé à 85 % par l'Union européenne, a coûté 4,2 millions d'euros et fut achevé en décembre de la même année.

## Population

### Tendances démographiques
Les premières données démographiques concernant Abaújvár remontent à 1427. À cette époque, le village comptait 61 foyers imposables, ce qui correspondait à environ 450 habitants assujettis à l'impôt (sans compter les personnes sans terre ou servant ailleurs). Ce chiffre plaçait Abaújvár parmi les plus grandes localités de la région, dépassée seulement par Gönc (191 foyers), Jászó (70), Tornyosnémeti (71), Mislye (66), Perény (72), Göncruszka (62), Szántó (109), Szepsi (200), Szina (91), Somodi (76), Újváros (62) et Petőszinye (70).
Selon le recensement de 1715, Abaújvár comptait 7 familles de serfs, cultivant environ 42 hectares de terres arables et exploitant 9 hectares de prairies. En 1720, le nombre de familles exploitantes était passé à 9, cultivant un total de 114 hectares.
Lors du règlement urbain ordonné par Marie-Thérèse en 1767, un recensement fut réalisé en 1772 pour l'ensemble de la population du pays. À cette date, 47 familles de serfs cultivaient 677 hectares, et le village comptait 4 journaliers possédant une maison. Aucun habitant n'était recensé sans domicile.

### Minorités culturelles et religieuses
Lors du recensement de 2022, 76,4 % des habitants d'Abaújvár se déclaraient hongrois, 26,4 % slovaques, 13,5 % roms, 0,5 % ukrainiens, 0,5 % allemands, 0,5 % bulgares, et 3,4 % d'une autre nationalité étrangère. 7,2 % des habitants n'ont pas souhaité répondre à la question de l'appartenance ethnique. En raison des identités multiples déclarées, le total peut dépasser 100 %.
Concernant l'appartenance religieuse, 9,1 % des habitants se déclaraient catholiques romains, 40,4 % réformés, 1,9 % évangéliques, 1,4 % catholiques grecs, 0,5 % d'une autre confession chrétienne, tandis que 14,9 % se déclaraient sans religion. 31,3 % des habitants n'ont pas répondu à cette question.

## Équipements

### Réseaux extra-urbains
Abaújvár n'est accessible que par la route. Elle est reliée aux localités voisines par la route 3709, qui passe par Zsujta et Kéked. La route secondaire 37 113 assure la liaison avec Pányok.

## Patrimoine urbain

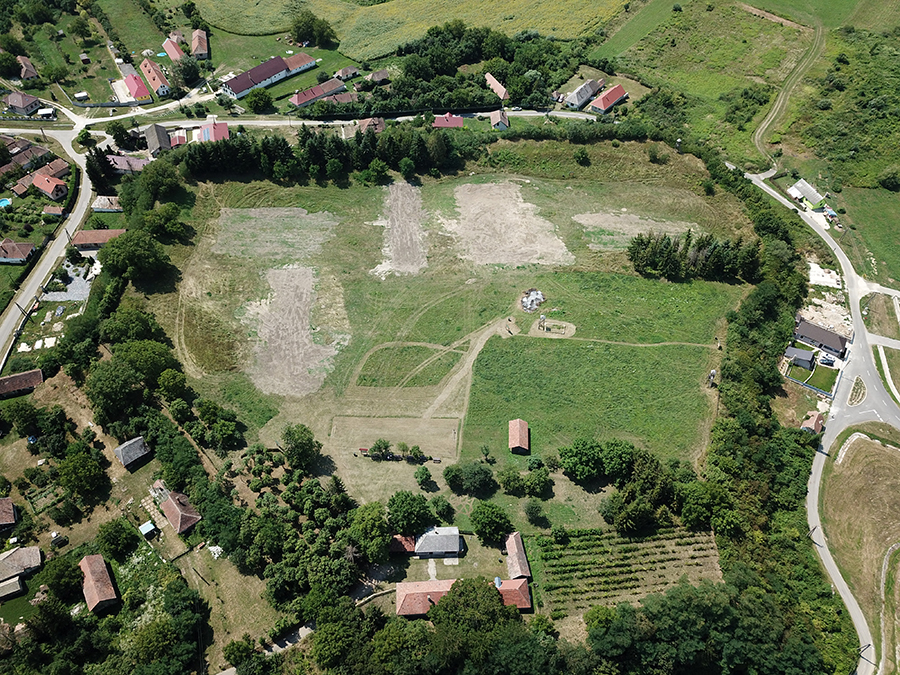
La Colline fortifiée d'Abaújvár.

L'ancienne forteresse d'Abaújvár, construite au XIe siècle, a laissé des fondations encore visibles sur la colline du village. Des fouilles ont mis au jour les restes d'une église archidiaconale à l'intérieur du site fortifié. La vie dans la forteresse semble avoir cessé au XVe siècle.
L'église réformée, datant du XIVe siècle, est un édifice à nef unique se terminant par un chœur gothique semi-circulaire. Au fil des siècles, quinze contreforts ont été ajoutés pour tenter de stabiliser l'édifice, mais il s'est avéré plus tard que ces ajouts avaient en réalité fragilisé la structure. En 1866, un clocher octogonal de style néogothique fut construit, si bien intégré qu'il est difficile de le distinguer des parties plus anciennes de l'église. Lors de travaux de restauration en 1912, des peintures murales médiévales ont été découvertes. En 1966, une autre restauration a révélé une fresque couvrant l'intégralité du mur nord.
Le château Csáky-Ferdinandy remonte probablement aux XVIe-XVIIe siècles. Au cours des années 1680, il était décrit comme une construction en bois abandonnée, appartenant alors à Ferenc Csáky. En 1686, un inventaire mentionne une maison seigneuriale et une cour noble, évaluées à 50 florins. Le château initial ayant disparu, János Csáky fit bâtir un nouveau château au XVIIIe siècle. Il s'agissait d'un bâtiment de plain-pied à sept axes, avec une aile à étage sur son côté est. Au XXe siècle, il fut utilisé comme coopérative agricole et siège du conseil communal avant d'être restauré en 1955. Gyula Ferdinandy en devint propriétaire au début du XXe siècle.
Le monument aux morts des deux guerres mondiales fut inauguré en 1958 par la communauté villageoise.
L'ancienne synagogue, qui était en réalité une maison de prière, existait déjà en 1851, mais fut démolie au cours du XXe siècle. Un cimetière juif subsiste encore aujourd'hui à la périphérie du village.

## La ville dans les représentations
En 2007, l'acteur Franco Nero a tourné le film Mário, a varázsló (Mário, le magicien) à Abaújvár et dans les localités environnantes.

## Personnalités liées à la localité
En 1620, le prince de Transylvanie Gabriel Bethlen, figure majeure de la lutte anti-Habsbourg, établit son camp militaire dans le village avec son armée.
Entre 1810 et 1824, Pál Sárkány, archidiacre du district réformé d'Abaúj, exerça comme pasteur dans la localité.
En 1917, Gyula Ferdinandy, qui deviendra brièvement ministre de la Justice, puis ministre de l'Intérieur dans les années 1920, acheta un domaine de 50 hectares à Abaújvár et s'y installa avec sa famille.
Dans les années 1950, István Mészáros, futur évêque du district réformé de Haute-Tisza, officia comme assistant pasteur dans le village.